# Astronomia em Marte

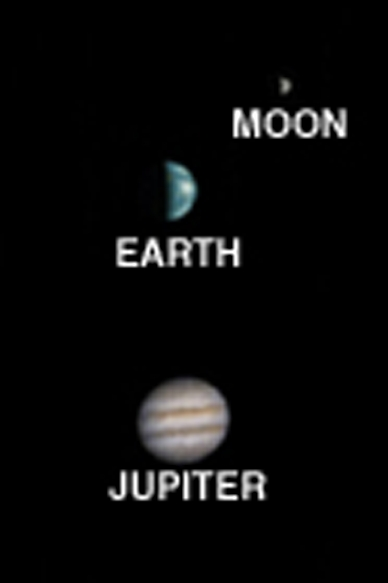
Mosaico de duas exposições diferentes do instrumento Mars Orbiter Camera (MOC) da Mars Global Surveyor da Terra, Lua, e Júpiter em 2003.

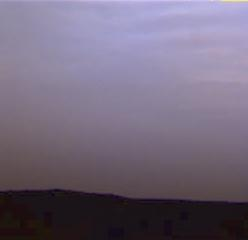
O céu de Marte adquire uma tonalidade violeta devido a nuvens de água congelada.

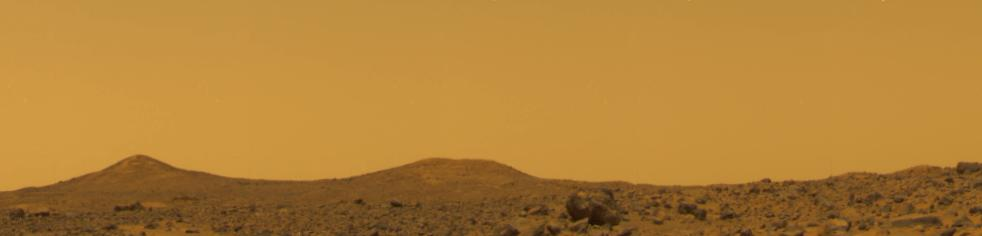
Céu de Marte durante o meio dia local, imagem obtida pela Mars Pathfinder.

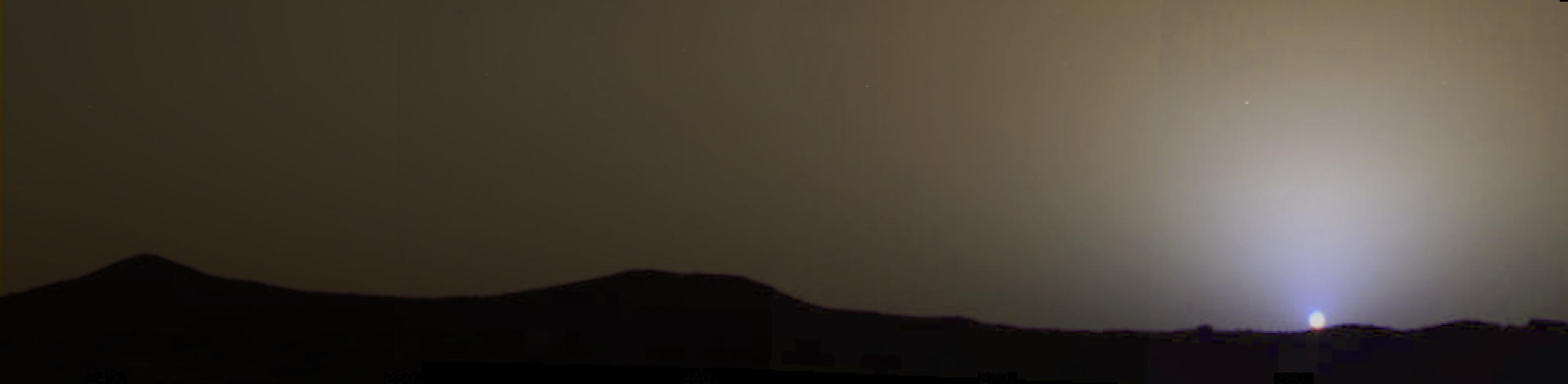
Céu de Marte durante o pôr do sol, imagem obtida pela Mars Pathfinder.

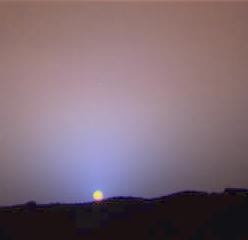
Imagem aproximada do céu de Marte, exibindo mais variação de cor, imagem obtida pela Mars Pathfinder.

Este artigo apresenta informações e imagens sobre a observação de fenômenos astronômicos a partir do planeta Marte. Em muitos casos, estes podem ser idênticos ou similares aos observados a partir da Terra mas às vezes (tal como a vista da Terra como uma estrela matutina/vespertina) eles podem ser bastante diferentes. Por exemplo, devido ao fato de a atmosfera de Marte não possuir uma camada de ozônio, é possível fazer observações ultravioleta a partir da superfície de Marte.

## Estações
Marte possui uma inclinação axial de 25.19°, bem próximo ao valor de 23.44° para a Terra, sendo as estações de Marte a primavera, o verão, o outono e o inverno, tal como na Terra. Assim como na Terra, os hemisférios norte e sul possuem verões e invernos em tempos opostos.
No entanto, a órbita de Marte possui uma excentricidade maior do que aquela da Terra. Assim as estações possuem uma duração desigual, muito mais do que na Terra:
| Estação                            | Sols (em Marte) | Dias (na Terra) |
| ---------------------------------- | --------------- | --------------- |
| Primavera no norte, Outono no sul: | 193.30          | 92.764          |
| Verão no norte, Inverno no sul:    | 178.64          | 93.647          |
| Outono no norte, Primavera no sul: | 142.70          | 89.836          |
| Inverno no norte, Verão no sul:    | 153.95          | 88.997          |

Em termos práticos, isso significa que os verões e os invernos possuem durações e intensidades diferentes nos hemisférios norte e sul. Verões no sul são amenos e curtos (porque Marte se move rapidamente durante seu periélio), enquanto os invernos no sul são longos e frios (Marte se move devagar durante seu afélio).
| Órbitas de Marte desde 2002                                                           | Equinócio de primavera no norte | Solstício de verão no norte | Equinócio de outono no norte | Solstício de inverno no norte |
| ------------------------------------------------------------------------------------- | ------------------------------- | --------------------------- | ---------------------------- | ----------------------------- |
| 0:                                                                                    | 2002-04-18                      | 2002-11-02                  | 2003-05-06                   | 2003-09-29                    |
| 1:                                                                                    | 2004-03-05                      | 2004-09-21                  | 2005-03-23                   | 2005-08-16                    |
| 2:                                                                                    | 2006-01-22                      | 2006-08-08                  | 2007-02-08                   | 2007-07-04                    |
| 3:                                                                                    | 2007-12-10                      | 2008-06-25                  | 2008-12-25                   | 2009-05-21                    |
| datas obtidas com o Mars24 Sunclock da NASA em http://www.giss.nasa.gov/tools/mars24/ |                                 |                             |                              |                               |

O atraso sazonal em Marte não ultrapassa os dois dias, devido à sua falta de grandes corpos de água e fatores similares que providenciariam um efeito favorecedor à retenção de calor. Assim, para as temperaturas de Marte, a primavera reflete de maneira aproximada o verão, assim como o outono reflete de maneira aproximada o inverno, e se Marte tivesse um órbita circular as temperaturas mínima e máxima ocorreriam alguns dias após o solstício de verão e de inverno, e não um mês após, como na Terra. A única diferença entre as temperaturas de primavera e de verão  se devem à excentricidade relativamente alta da órbita de Marte: na primavera no hemisfério norte Marte se encontra mais distante do sol do que no verão do hemisfério norte, e assim por coincidência a primavera é ligeiramente mais fresca que o verão e outono e um pouco mais amena que o inverno. No entanto, no hemisfério sul o oposto é válido.
É claro, as variações de temperatura entre a primavera e o verão são muito menores do que as variações pronunciadas que ocorrem no decorrer de um único sol marciano (dia marciano).  No decorrer de um dia, a temperatura atinge o máximo no meio dia solar e o mínimo à meia noite. Este é similar ao efeito dos desertos na Terra, porém muito mais pronunciado.
É interessante notar que a inclinação axial e a excentricidade da Terra (ou de Marte) são de maneira nenhuma fixa, mas na verdade variam devido às perturbações gravitacionais de outros planetas no sistema solar em uma escala de tempo de centenas ou milhares de anos. Assim, por exemplo, a excentricidade da Terra de  aproximadamente 1% flutua regularmente e pode aumentar para até 6%, e em algum ponto no futuro distante a Terra também passará a ter que lidar com as implicações nos calendários das estações cujas durações variarão bastante (e as maiores perturbações climáticas que acompanham esse fenômeno).
Descontando a excentricidade, a inclinação axial também pode variar de 21.5° a 24.5°, e a duração deste "ciclo de obliquidade" é de 41000 anos. Supõe-se que essas e outras mudanças cíclicas similares sejam responsáveis pelas eras glaciais (ver ciclos de Milankovitch). Em contraste, o ciclo de obliquidade de Marte é muito mais extremo: de 15° a 35° em um ciclo de 124,000 anos. Alguns estudos recentes sugerem até mesmo no decorrer de dezenas de milhões anos, a variação na inclinação pode ter sido 0° a 60°.  A grande Lua aparentemente desempenha um importante papel na manutenção da inclinação axial da Terra dentro de limites razoáveis; Marte não possui tal influência estabilizadora e sua inclinação axial pode variar de maneira muito mais caótica.

## A cor do céu
No momento do nascer e do pôr do sol o céu marciano possui uma tonalidade rosada, mas nas proximidades do pôr do sol o céu é azul. Isso é o exato oposto da situação na Terra. No entanto, durante o dia a tonalidade do céu é uma coloração amarelo-marrom como um "caramelo". Em Marte, a dispersão de Rayleigh é geralmente um efeito diminuto. Acredita-se que a cor do céu é causada pela presença de 1% em volume de magnetita nas partículas de poeira. O crepúsculo dura muito após o sol ter se posto e anterior à sua aurora, devido à grande quantidade de poeira na atmosfera marciana. Às vezes, o céu marciano adquire uma cor violeta, devido à dispersão de luz por partículas muito pequenas de gelo nas nuvens.
Gerar imagens em cores verdadeiras da superfície de Marte é surpreendentemente complicado. Há muita variação na cor do céu tal como se observa nas imagens publicadas; muitas dessas imagens, no entanto, utilizam filtros para maximizar o valor científico e não tem o propósito de revelar a cor verdadeira. No entanto, acreditou-se por muitos anos que o céu de Marte fosse de uma tonalidade rosada muito mais intensa do que se acredita atualmente.

## Fenômenos astronômicos

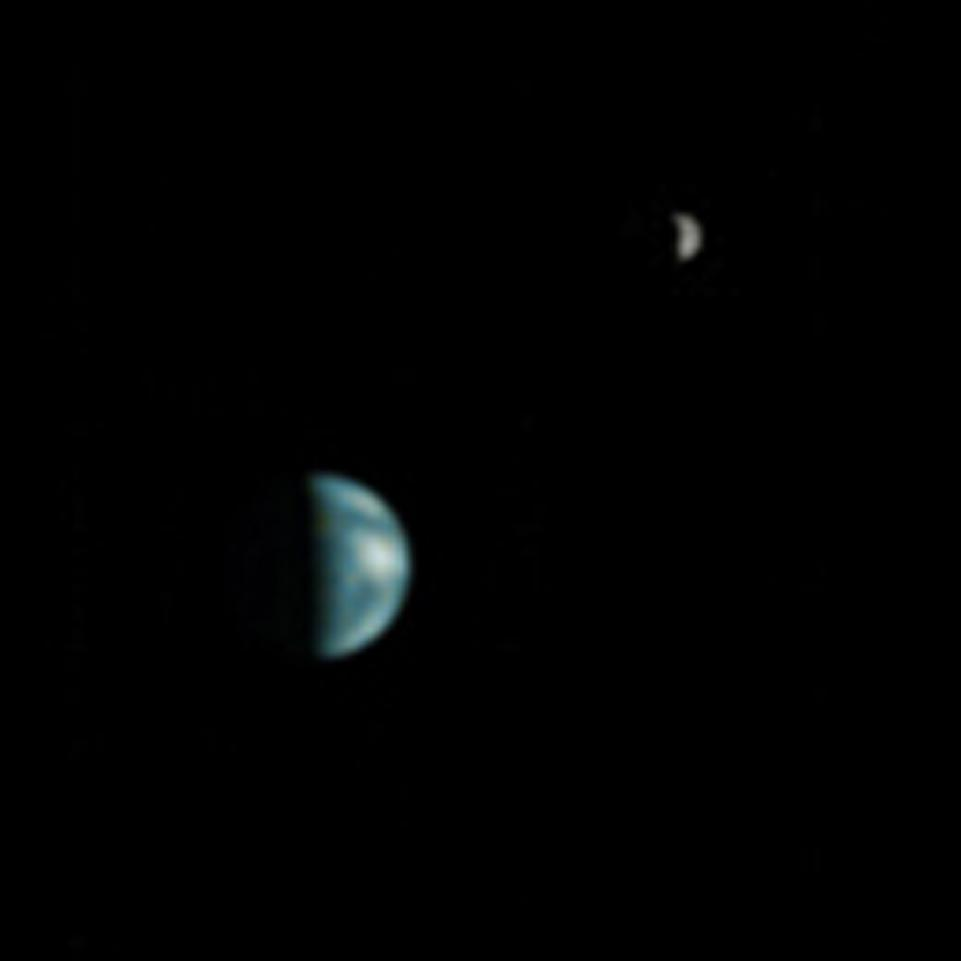
Terra e Lua vistas de Marte, imagem obtida pela Mars Global Surveyor em 8 de maio de 2003, às 13:00 UTC. A América do Sul é visível.

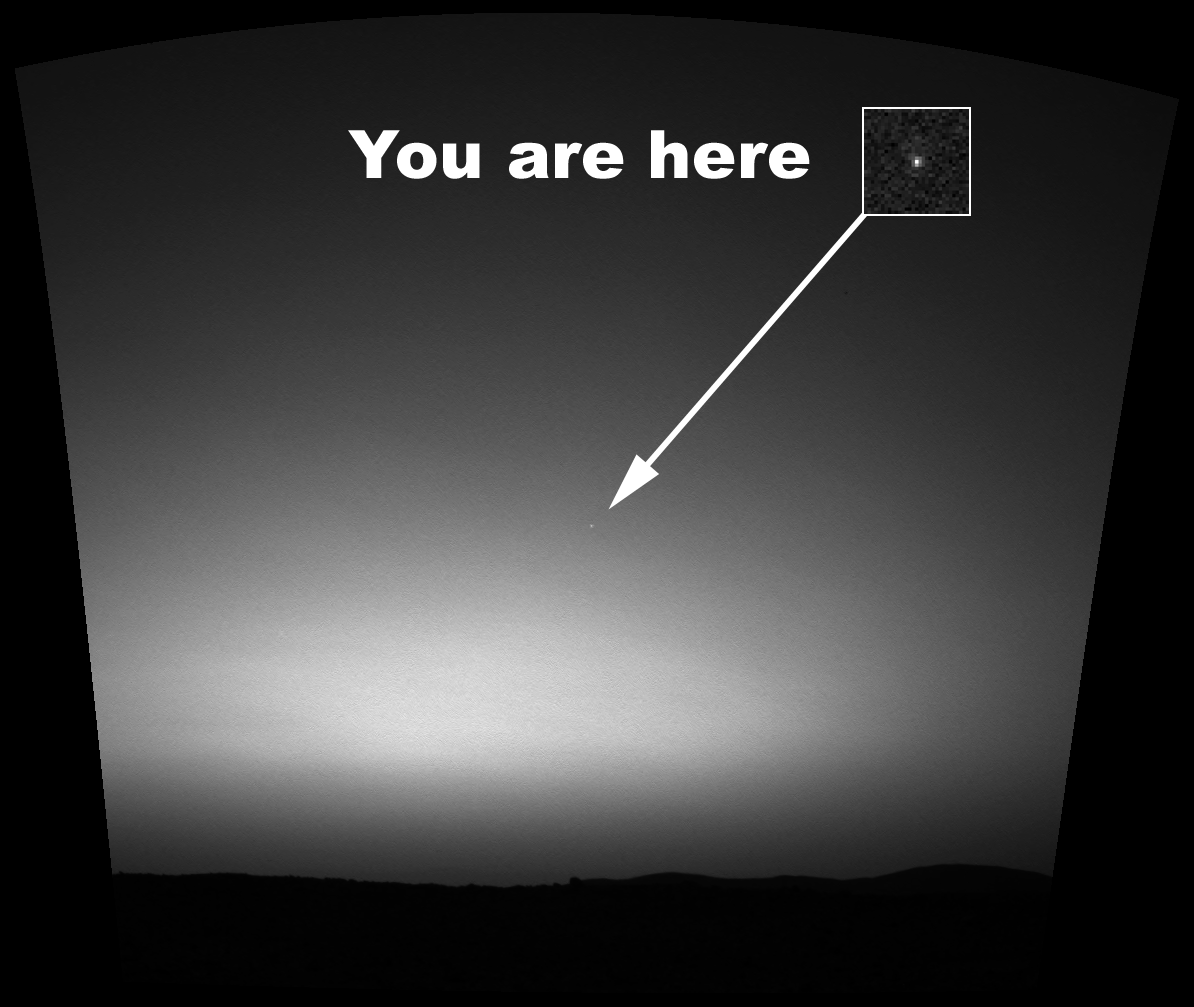
A Terra aparece como uma estrela matutina, imagem obtida pela MER Spirit em 7 de março de 2004.

### Terra e Lua
Visto de Marte, a Terra é um planeta interior assim como Vênus (uma "estrela matutina" ou "estrela vespertina"). A Terra e a Lua se assemelham a estrelas a olho nu, mas observadores utilizando telescópios as veriam como crescentes, com alguns detalhes visíveis.
Um observador em Marte seria capaz de ver a Lua orbitando ao redor da Terra, e isso seria perfeitamente visível a olho nu. Em contraste, observadores na Terra não podem ver nenhum satélite de outros planetas a olho nu, e não foi até a invenção do telescópio que os primeiros satélites foram descobertos (As luas de Galileu, de Júpiter).
A uma separação angular máxima, a Terra e a Lua seriam facilmente distinguíveis como um planeta duplo, mas em uma semana após estes mesclariam em um único ponto luminoso (a olho nu), e então uma semana mais tarde, a Lua alcançaria a separação angular máxima no lado oposto. A separação angular máxima da Terra e da Lua varia consideravelmente de acordo com a distância relativa entre a Terra e Marte: ela é de 17′ quando a Terra se encontra o mais próximo de Marte (próximo a conjunção inferior), mas de apenas de 3.5′ quando a Terra se encontra o mais afastado de Marte (próximo a conjunção superior). Por comparação diâmetro aparente da Lua a partir da Terra é de 31′.
A separação angular mínima seria menor que 1′, e a Lua seria ocasionalmente vista transitando em frente ou por detrás (sendo assim oculta) da Terra. O último caso corresponderia a uma ocultação de Marte a do ponto de vista da Terra, e devido ao fato de o albedo da Lua ser consideravelmente menor que o da Terra, uma queda no brilho como um todo ocorreria apesar de este evento ser demasiado pequeno para ser observado a olho nu devido ao fato de o tamanho da Lua ser muito inferior ao da Terra e esta cobrir apenas uma fração do disco da Terra.
A Mars Global Surveyor obteve imagens da Terra e da Lua em 8 de maio de 2003 13:00 UTC, muito próximo à elongação angular máxima em relação ao Sol e a uma distância de 0.930 AU a partir de Marte. A magnitude aparente é dada a -2.5 e +0.9. Em diversos momentos as magnitudes factuais variarão consideravelmente dependendo da distância e das fases da Terra e d Lua.
De um dia a outro, a vista da Lua mudaria de maneira bem diferente para um observador de Marte em relação a um observador da Terra. As fases da Lua observadas a partir de Marte não mudariam de um dia a outro; elas corresponderiam às fases da Terra, e apenas mudariam gradualmente na medida em que a Terra e a Lua perfazem suas órbitas em torno do Sol. Por outro lado, um observador de Marte veria a rotação da Lua, com a mesma duração de seu período orbital, podendo também ver as formações do lado oculto que nunca são vistas a partir da Terra.
Devido ao fato de a Terra ser um planeta interior, observadores de Marte poderiam avistar ocasionalmente trânsitos da Terra através do Sol. O próximo ocorrerá em 2084. É claro, eles também podem observar  trânsitos de Mercúrio e trânsitos de Vênus.

### Fobos e Deimos

Fobos oculta o Sol, imagem obtida pela MER.

A lua Fobos aparenta ter um terço do diâmetro angular que a Lua cheia tem na Terra; por outro lado, Deimos se assemelha mais a uma estrela cujo disco quase impossível de ser discernido. Fobos orbita tão rápido que ele nasce a oeste e se põe a leste; Deimos por outro lado nasce a leste e se põe a oeste, mas orbita em um intervalo de tempo de algumas horas mais devagar em relação ao sol marciano, então se passam dois dias e meio entre o seu nascer e seu alvorecer.
O brilho máximo de Fobos durante a "lua cheia" é de uma magnitude -9 ou -10, enquanto a de Deimos é de aproximadamente -5. Por comparação, a Lua cheia vista da Terra é consideravelmente mais brilhante, de magnitude -12.7. Fobos é brilhante o bastante para projetar sombras; Deimos é ligeiramente mais brilhante que Vênus visto a partir da Terra. É claro, tal como a Lua da Terra, ambos Fobos e Deimos são considerados mais foscos fora da fase cheia. Diferente da Lua da Terra, as fases e diâmetro angular de Fobos  mudam visivelmente com o passar das horas; Deimos é pequeno demais para que suas fases sejam observadas a olho nu.
Ambos Fobos e Deimos possuem órbitas equatoriais e orbitam bastante próximos a Marte. Como resultado, Fobos não é visível além da latitude norte 70.4°N ou a sul de 70.4°S; Deimos não é visível nas latitudes a norte de 82.7°N ou a sul de 82.7°S. Observadores em altas latitudes (inferior a 70.4°) observaria um diâmetro angular notadamente menor para Fobos por estarem mais distantes do satélite. Similarmente, observadores de Fobos baseados no Equador observariam diâmetro angular menor para Fobos durante seu nascer e sua ocultação, comparado ao momento em que este está a pino.
Observadores em Marte podem visualizar trânsitos de Fobos e transitos de Deimos através do Sol. Os trânsitos de Fobos poderiam ser também chamados eclipses parciais do Sol por Fobos, tendo em vista que o diâmetro angular de Fobos é mais da metade do diâmetro angular do Sol. Porém, no caso de Deimos, o termo "trânsito" é inapropriado, tendo em vista que este aparenta ser um pequeno ponto frente ao disco solar.
Devido ao fato de Fobos orbitar em uma órbita equatorial de baixa inclinação, há uma variação sazonal na latitude da posição da sombra de Fobos projetada na superfície de Marte, circulando do extremo norte ao extremo sul e de volta. Em qualquer localidade geográfica escolhida em Marte, há dois intervalos por ano marciano quando a sombra está passando por sua latitude e alguns trânsitos de Fobos podem ser observados naquela localidade geográfica em um par de semanas durante um intervalo desses. A situação é similar para Deimos, exceto zero ou um ocorrem em um intervalo.
Nota-se facilmente que a sombra se projeta sempre no "hemisfério de inverno", exceto quando esta cruza o equador durante o equinócio da primavera e o equinócio de outono. Assim, os trânsitos de Fobos e de Deimos acontecem durante o outono marciano e verão no hemisfério norte e hemisfério sul. Próximo ao equador elas tendem a ocorrer próximo ao equinócio da primavera e equinócio do verão; mais distante do equador elas tendem a ocorrer próximo ao solstício de inverno. Em qualquer caso, os dois intervalos em que os trânsitos podem acontecer ocorrem mais ou menos simetricamente antes e depois do solstício de inverno (porém, a grande excentricidade da órbita de Marte previne uma simetria verdadeira).
A movimentação rápida das luas de Marte cria a possibilidade de que estas sejam usadas na navegação astronômica. Em particular, suas posições entre as estrelas poderiam servir como base para registrar o tempo global apuradamente, e combinada com o conhecimento do tempo baseado na observação do Sol elas poderiam ser utilizadas para determinar a longitude da posição de um observador. Na Terra, esse método é historicamente conhecido como o método da "distância lunar" para determinar a longitude, mas este era pouco prático devido à movimentação muito mais lenta da Lua, tendo sido substituído pela invenção de um cronômetro muito mais acurado por John Harrison. Uma complicação adicional do método das distâncias lunares era o fato de que a massa considerável da Lua e sua maior distância da Terra faz com que a determinação de sua órbita seja um Problema dos três corpos além da capacidade de computação dos antigos astrônomos.
Observadores baseados em Marte podem também visualizar eclipses lunares de Fobos e Deimos. Fobos passa aproximadamente uma hora na sombra de Marte; para Deimos a duração é de aproximadamente duas horas. Surpreendentemente, apesar de sua órbita se situar quase no plano do equador de Marte e apesar de sua distância bastante aproximada de Marte, há ocasiões em que Fobos escapa de um eclipse.
Ambos Fobos e Deimos possuem uma rotação sincronizada, o que significa que estes possuem um "lado oculto" que os observadores na superfície de Marte não podem ver. O fenômeno da libração ocorre para Fobos da mesma maneira que para a Lua da Terra, apesar da baixa inclinação e excentricidade da órbita de Fobos.
Devido ao efeito das librações e ao paralaxe decorrente da distância próxima de Fobos, ao observar o nascer e o por de Fobos em altas e baixas latitudes, a cobertura total da superfície de Fobos que é visível de uma localidade a outra em Marte é consideravelmente acima de 50%.
A grande cratera Stickney é visível ao longo da extremidade da de uma face de Fobos. É facilmente visível a olho nu a partir da superfície de Marte.

### Meteoros e chuvas de meteoros
Devido a sua atmosfera, Marte possui uma atmosfera que é relativamente transparente à cumprimentos de ondas visíveis (tal como a da Terra, porém muito mais tênue), meteoros podem ser avistados ocasionalmente. Chuvas de meteoros na Terra ocorrem quando a Terra cruza a órbita de um cometa, e da mesma maneira, Marte também possui chuvas de meteoros, apesar de estas serem diferentes das da Terra.
Atualmente acredita-se que o primeiro meteoro fotografado em Marte (em 7 de março de 2004, pela MER Spirit) seja parte de uma chuva de meteoros cuja origem seja o cometa 114P/Wiseman-Skiff. Devido ao radiante estar na constelação de Cepheus, esta chuva poderia ser apelidada as "Cefeídas marcianas".
Tal como na Terra, quando um meteoro é grande o bastante para chegar a impactar a superfície (sem se incendiar completamente na atmosfera), este se torna um meteorito. O primeiro meteorito descoberto em Marte (e o terceiro meteorito conhecido fora da Terra) foi o Heat Shield Rock. O primeiro e o segundo foram encontrados na Lua pelas missões Apollo.

### Auroras
Auroras ocorrem em Marte, mas elas não ocorrem nos polos tal como na Terra, pois Marte não possui um campo magnético planetário. Ao invés, elas ocorrem próximo a anomalias na crosta de Marte que são remanescentes de tempos antigos quando Marte possuía um campo magnético. Auroras marcianas possuem um caráter distinto, não sendo observadas em outras partes do sistema solar. Elas seriam também provavelmente invisíveis ao olho humano, sendo um fenômeno ultravioleta em sua maior parte.

### Polos celestes e eclíptica
A orientação do eixo de Marte é tal que seu polo celeste norte se situa em Cygnus a A.R 21h 10m 42s Decl. +52° 53.0′ (ou mais precisamente, 317.67669 +52.88378), próximo à estrela de 6ª magnitude BD +52 2880 (também conhecida como HR 8106, HD 201834, ou SAO 33185), que por sua vez se situa a A.R 21h 10m 15.6s Decl. +53° 33′ 48″.
As duas principais estrelas no Cruzeiro do Norte, Sadr e Deneb, apontam para o pólo celestial norte de Marte.  O polo está a maio caminho entre Deneb e Alpha Cephei, a menos de 10° desta primeira, um pouco mais do que a distância aparente entre Sadr e Deneb. Devido à sua proximidade ao polo, Deneb nunca se põe em quase todo o hemisfério norte de Marte. Exceto em áreas próximas ao equador, Deneb circula o polo norte permanentemente. A orientação de Deneb e Sadr forneceria um mecanismo de medição de tempo útil para determinar o tempo sideral.
O polo celeste de Marte se situa a apenas poucos graus do plano galáctico. Assim, a Via Láctea, especialmente rica na região de Cygnus, é sempre visível.
O polo celeste sul é encontrado de maneira equivalente a 9h 10m 42s e -52° 53.0′, o que é poucos graus a partir da estrela de magnitude 2.5 Kappa Velorum (que se situa a 9h 22m 06.85s -55° 00.6′), a qual poderia por sua vez ser  considerada a estrela polar sul. A estrela Canopus, a segunda mais brilhante no céu, é uma estrela circumpolar para a maior parte das latitudes do sul, exceto aquelas próximas ao equador.
As constelações do zodíaco da eclíptica de Marte são quase as mesmas das Terra; afinal, os dois planos eclípticos possuem uma inclinação mútua de 1.85°; mas em Marte, o Sol passa 6 dias na constelação de Cetus, deixando e reentrando Pisces durante esse movimento. Os equinócios e solstícios também diferem: para o hemisfério norte, o equinócio de primavera é em Ophiuchus, e o solstício de verão é na borda de Aquarius e Pisces, equinócio de outono é em Taurus, e o solstício de inverno em Virgo.
Assim como na Terra, a precessão fará com que os solstícios e os equinócios perfaçam um ciclo através do zodíaco em dezenas de milhares de anos.

### Variações de longo prazo

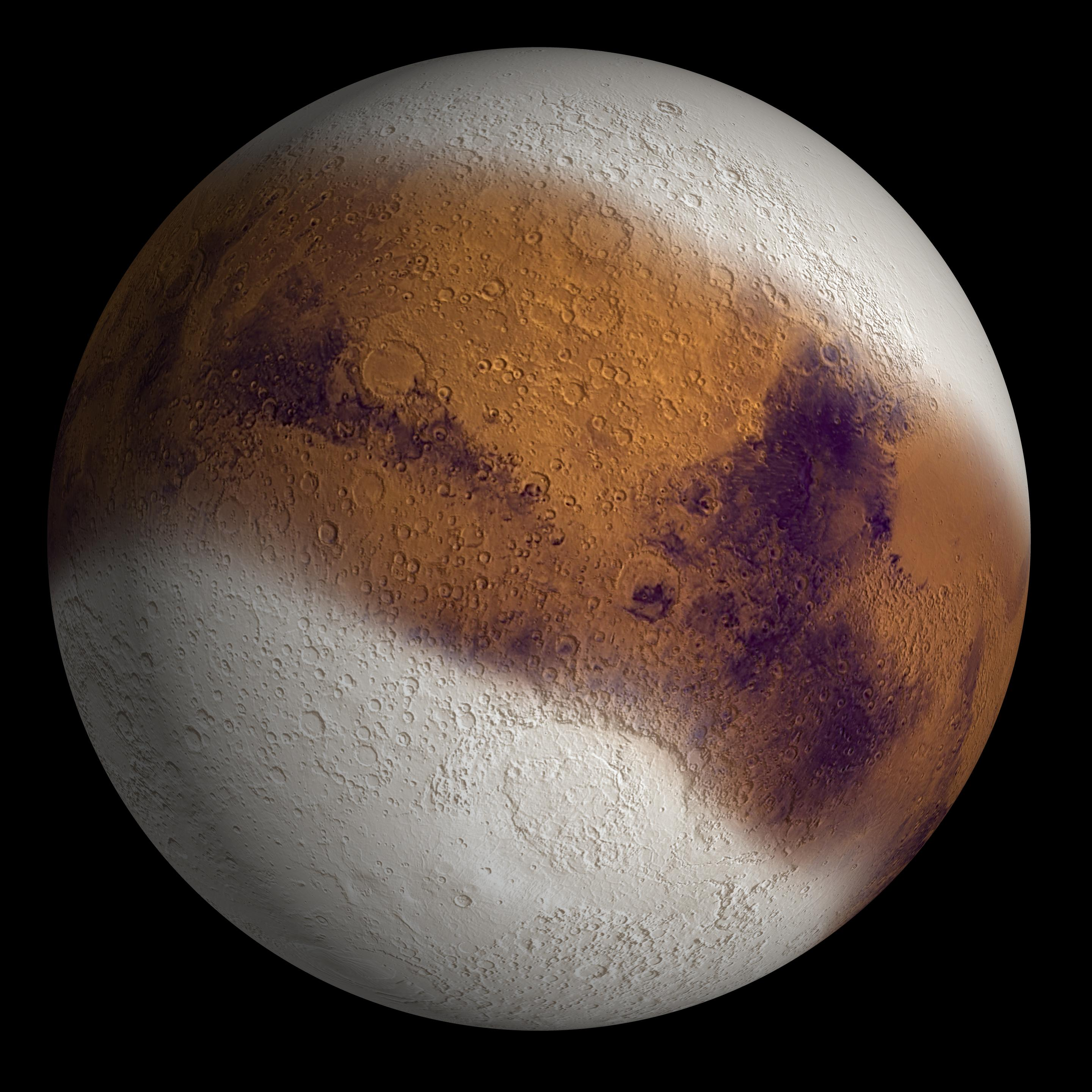
Uma ilustração de como pode ter sido a aparência de Marte durante uma era glacial 400,000 anos atrás causada por uma grande inclinação axial.

Tal como na Terra, o efeito da precessão faz com que os pólos celestiais norte e sul se movam em uma ciclo bastante extenso, mas em Marte o ciclo é de 171,000 anos terrestres,

comparado aos 26,000 anos do ciclo da Terra.
Tal como na Terra, há uma segunda forma de precessão: o ponto do periélio da órbita de Marte muda lentamente, fazendo com que o ano anomalístico difira do ano sideral. No entanto, em Marte, o ciclo é de 43,000, ao passo que o da Terra é de 112,000 anos.
Tanto na Terra quanto em Marte, essas duas precessões se dão em direções opostas, e assim se adiciona, para que se dê um ciclo de precessão entre os anos tropicais e anomalísticos em 21,000 anos na Terra e 27,000 anos em Marte.
Tal como na Terra, o período de rotação de Marte (a duração de seu dia) está ficando mais devagar. No entanto, este efeito é em três ordens de magnitude menor que o da Terra pois o efeito gravitacional de Fobos é desprezível e este efeito se deve em sua maior parte ao Sol. Na Terra, a influencia gravitacional da Lua possui um efeito muito maior. Eventualmente, num futuro distante, a duração de um dia na Terra será igual e então ultrapassará a duração de um dia em Marte.
Tal como na Terra, Marte experimenta ciclos de Milankovitch que fazem com que a sua inclinação axial (obliquidade) e excentricidade orbital variem por longos períodos de tempo, o que acarreta efeitos de longo termo em seu clima. A variação axial de Marte é muito maior que a da Terra pois a ela falta a influencia estabilizadora  de um grande satélite, como a Lua terrestre. Marte possui um ciclo de variação orbital de 124,000 anos comparado ao ciclo de 41,000 anos para a Terra.